# Transporte público de Rafaela
El sistema de transporte público y social de la ciudad de Rafaela, en la Provincia de Santa Fe (Argentina), es el conjunto de seis líneas de transporte de pasajeros que unen a la ciudad en todos sus puntos.

## Antecedentes
El 22 de marzo de 1942, en el período de intendente de Octavio Zobboli, se crea la Empresa Municipal de Rafaela, inaugurada oficialmente el 29 de agosto de 1943 (durante esa misma intendencia).
Pero el crecimiento de la ciudad posibilitó a la creación de empresas de remises, más el fácil acceso a los automóviles, y provocó el declive del servicio durante muchos años. En 1993 pasó a manos de la empresa privada "General Belgrano", pero el constante descenso sumado al servicio deficiente provocó que nuevamente pasara a manos municipales a los pocos años.

## Líneas urbanas
Rafaela cuenta con cuatro líneas de colectivos urbanos que posibilitan la conexión de los distintos barrios con el micro centro, el edificio municipal y la Nueva Terminal de Ómnibus, que hasta el año 2009 se ubicaba en pleno centro, que se encuentra actualmente a vera de la Ruta Nacional 34, al noroeste rafaelino. Sus recorridos son circunvalares, por lo que no tienen puntas de línea ni recorridos de ida/vuelta.

### Línea 1
De lunes a sábado de 05:00 a 21:00. Frecuencias cada 30 min.
De 21:00 a 00:10. Frecuencias cada 60min.
Domingos y/o Feriados de 06:00 a 22:00. Frecuencias cada 30 min.
De 22:00 a 00:10. Frecuencias cada 60 min.
Recorrido: Terminal - Av. E. Salva - Cervantes - Av. E. Salva (colectora) - Ayacucho -Mainardi - 25 de Mayo - Pelligrini - Bv. Lehmann - Moreno - 25 de Mayo -Colón - Rivadavia - Belgrano - Salta - Av. A. del Valle - Liniers - Av. Santa Fe- Aconcagua - R. Rojas - F. Sánchez - Gdor. Crespo - Las Colonias - Barcelona - Santa Rosa - Gdor. Crespo - Francia - Av. Mitre - Tucumán - San Martín - Bv. Lehmann - L.N. Alem - Lavalle -Uruguay - Bv. Lehmann - Almafuerte - Ayacucho - Balcarce - L. de la Torre - Artigas - Chacabuco - Corrientes - V. Sarsfield - J. Marti - Av. Luis Fanti - Sacripanti - A. Fleming - M. Quiroz - Terragni - Larrea - M. Oliber -Matheu - Washington - Av. Luis Fanti - Cementerio - Scalabrini Ortiz - V. Sarsfield - Monteagudo - Paraná - Maipú - Rosario - Balcarce - Paraná -Av. E. Salva - Terminal.

### Línea 2
De lunes a sábado de 05:00 a 21:00. Frecuencias cada 30 min.
Domingos y/o Feriados de 06:00 a 22:00. Frecuencias cada 45 min.
Recorrido: Terminal - Av. E. Salva - L. de la Torre - B. de Irigoyen - M. de Lorenzi - Bv. Roca - Colon - Av. Williner - E. del Campo - Bv. H. Yrigoyen - Cacciolo - San Lorenzo - E. Oliber - Sgto. Cabral - Pueyrredón - Sarmiento - Tucumán - J. Ferré - Geuna - C. Gardel - Av. Italia - G. Maggi - Aconcagua - P. Brusco - L. Balbi - G. Maggi - Av. Italia - D. Mazzi - Tucumán - Dr. Baliño - Av. Italia - 14 de Julio - España - Av. Brasil - Santa Rosa - La Plata - S. Shine- Santos Vega - Av. A. del Valle - Fco. Ramírez - Anduiza - Aguado - Fco. Ramírez - Dean Funes - Actis - M. Cetta - J. Cortazar - Dean Funes - Fco. Ramírez - Aguado - Int. Gimenez - Necochea - 9 de Julio - Lavalle -San Martin - Moreno - Arenales - Bolivar - Rosario - 27 de Septiembre -L. de la Torre - L. Maggi - Zaballa - Carlos Mognaschi - 500 Millas - L. Maggi - S. de Iriondo - Av. E. Salva - Terminal.

### Línea 3
De lunes a sábado de 05:00 a 21:00. Frecuencias cada 30 min.
Domingos y/o Feriados de 06:00 a 22:00. Frecuencias cada 45 min.
Recorrido: Terminal - Av. E. Salva - Iturráspe - Bv. Roca - Casabella - Chacabuco - Av. A. Podio - 500 Millas - E. Gaytan - A. Illia - Bv. Roca - V. Peñaloza - V. Sarsfield - Scalabrini Ortiz - Av. Luis Fanti - Cementerio - Av. Luis Fanti - E. Faraudello - Azcuenaga - Casabella - Dgo. Matheu - C. de Sunchales - J.J. Paso - Colectora R34 - Vieytes - Vecchioli - Cossettini - A. Fleming - Sacripanti - Pasteur -Malvinas Argentinas - Av. Williner - Ituzaingó - Rivadavia - Belgrano - 9 de Julio - Lavalle - Sarmiento - Dentesáno - Gral. Paz - Buffa - J. Ferré - Avda. Italia - D. Mazzi - Tucumán - Dr. Baliño - Av. Italia - G. Maggi - Bv. Lehmann - Romitelli -Lavalle - G. Maggi - S. Rodríguez - J. Abele - C. de Esperanza - J. Ferré -C. de Esperanza - Dgo. Silva - Marini - Av. Brasil - V. Manuel - 1º Junta -Brown - Güemes - San Martín - Bv. Lehmann - L.N. Alem - Lavalle -Uruguay - Bv. Lehmann - Lorenzatti - L. de la Torre - B. de Irigoyen -Paraná - Av. E. Salva - Perú - L. Maggi - S. de Iriondo - Av. E. Salva - Terminal.

### Línea 4
De lunes a sábado de 05:00 a 21:00. Frecuencias cada 30 min.
Domingos y/o Feriados de 06:30 a 22:30. Frecuencias cada 45 min.
Recorrido: Terminal - Av. E. Salva - L. de La Torre - Bv. Roca - Colon - Rivadavia -Belgrano - Salta - Av. A. del Valle - Beltramino - J.M. Estrada - Anduiza -Aguado - Fco. Ramírez - Dean Funes - Actis - M. Cetta - J. Cortazar - Dean Funes - Fco. Ramírez - Aguado - Mosconi - M.Obligado - Av. A. del Valle - Dean Funes - E. Oliber - Zamenhof - Av. A.del Valle - Río de Janeiro - Albarracín - Zamenhof - Av. Santa Fe - Av.Italia - Av. Mitre - Tucumán - San Martín - Bv. Lehmann - N.L. Alem -Lavalle - Uruguay - Bv. Lehmann - Almafuerte - Ayacucho - Balcarce -Paraná - Av. E. Salva - Terminal.

### Línea 5
De lunes a Sábados de 05:30 a 21:10 hs frecuencias cada 60 minutos.
Recorrido : Terminal - Av. E. Salva - L. de la Torre - Maipú - Bv. G. Lehmann - Muniagurria - Lavalle - G. Maggi - Geuna - D. Mazzi - Tucumán - Dr. Baliño - Av. Italia - G. Maggi - Aragón - P. Brusco - Aconcagua - G. Maggi - Av. Italia - 1º de mayo - Tucumán - A. Álvarez - Güemes - San Martín - 25 de mayo - Bv. Roca - Iturráspe - Av. E. Salva - Terminal.

## Transporte social
Su función es el traslado diario de chicos que concurren a diferentes instituciones de la ciudad, entre ellas: Escuela APADIR, La Huella, Azulín Azulado, Granja Peretti, Control Visual, Escuela Laboral, Escuela Melvin Jones, FAD. Este servicio no tiene costo.
También se realizan viajes especiales a pedido de escuelas u otras instituciones para realizar visitas, recorridos por la ciudad, asistencia a eventos etc por los cuales se cobra una tarifa mínima.
Además, cuenta con dos colectivos especiales los cuales poseen una rampa que permite trasladar a chicos con discapacidades motrices hasta la escuela a la que concurren.